# Dorothea Irene de Vries
Dorothea Irene (Dolly) de Vries (Amsterdam, 8 oktober 1909 – München, 24 april 1945) was een Nederlandse verzetsstrijdster tijdens de Tweede Wereldoorlog.

## Biografie
Dolly de Vries werd geboren in Amsterdam, als dochter van Benjamin de Vries en Maria Cornelia Scheringa. De Vries werkte als telefoniste bij de PTT. In 1933 trouwde ze met Frederik Karel Monnikendam, welk huwelijk in 1937 door echtscheiding werd beëindigd.

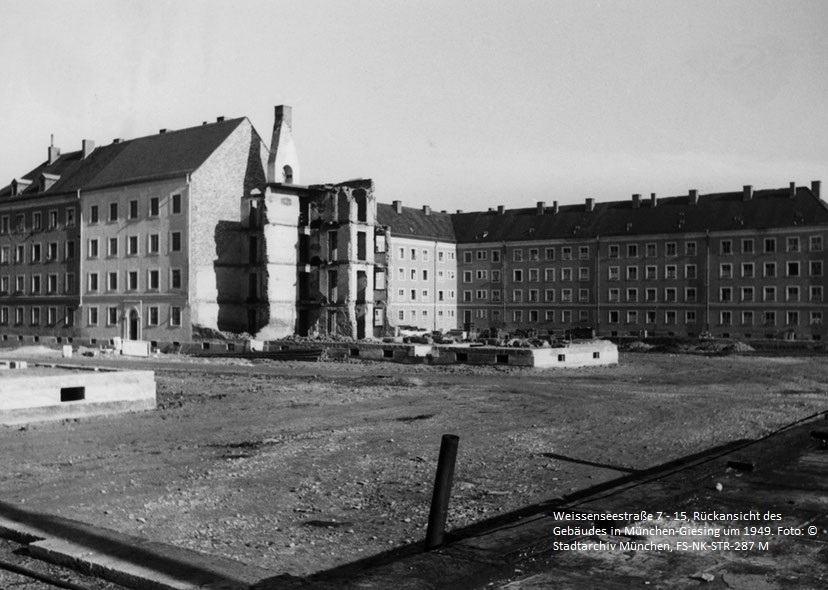
Het wooncomplex van het Afgacommando aan de Weißenseestraße, 1947

Tijdens de Tweede Wereldoorlog deed ze verzetswerk. Op 10 juli 1944 werd ze in Amsterdam gearresteerd. Vanaf 12 augustus 1944 zat ze gevangen in Kamp Vught. Op 21 augustus 1944 werd ze tewerkgesteld bij het buitencommando in 's-Hertogenbosch. Op Dolle Dinsdag werd ze naar Ravensbrück getransporteerd, waar ze op 8 september 1944 aankwam.
Op 12 oktober 1944 werd ze naar München gebracht, om dwangarbeid te verrichten bij het Afgacommando, een buitenkamp van Dachau. Haar kampnummer was 123250.
De Vries overleed aldaar op 24 april 1945 aan roodvonk/meningitis. In haar overlijdensakte staat als overlijdensadres vermeld Weißenseestraße 11 in München.
De Vries werd bijgezet op het Ereveld Loenen.

## Eerbetoon
Haar naam staat vermeld op de Erelijst van Gevallenen 1940-1945.